# 加藤由作
加藤 由作（かとう よしさく、1894年3月28日 - 1978年11月12日）は、日本の保険学者。従来の保険学に保険法の知見を合わせ、日本の海上保険学の基礎を築いた。一橋大学名誉教授。一橋大学商学部学部長・日本保険学会初代理事長・日本人初の国際保険法会議（AIDA）理事等を歴任。村瀬春雄門下。

## 人物・経歴
愛知県名古屋市中区生まれ。名古屋市立商業学校（現名古屋市立名古屋商業高等学校）、神戸高等商業学校（現神戸大学）を経て、1917年旧制東京商科大学（現一橋大学）専攻部保険科卒業。神戸で田崎慎治に感銘を受け、一橋では田崎の師にあたる海上保険学の祖村瀬春雄ゼミで学んだ。
大学卒業後村瀬が副社長を務める帝国海上保険に入社。1921年東京商科大学附属商学専門部助教授に就任。1923年から4年半イギリス、アメリカ合衆国、フランス、ドイツに留学。ちょうど大学昇格に伴う拡充のため多数の教官が留学していた時期だったが、ともに留学していた本間喜一、増地庸治郎、井藤半彌らの将棋その他レクリエーションの誘いも断り専ら在外研究を行った。
1927年シベリア経由で帰国し、東京商科大学助教授となる。1928年中野区の借家を引き払い杉並区天沼に転居。1935年、井藤半彌とともに商学博士の学位を受けた（論文タイトルは『海上損害論』）。1936年教授に昇格。1949年東京商科大学産業能率研究所（現一橋大学イノベーション研究センター）所長。1949年一橋大学商学部長・教授。1951年一橋大学附属図書館長。
1950年に一橋大学で開かれた日本保険学会再建総会では印南博吉明治大学教授による計画報告に続き議長を務めて矢野恒太、志田鉀太郎ら3名を名誉会員に推挙、日本保険学会初代理事長に就任。1951年一橋大学附属図書館長。1957年定年退官、一橋大学名誉教授、青山学院大学教授。1962年に日本人として初めて国際保険法会議（AIDA）理事に就任し、1974年に門下の木村栄一と代わるまで務めた。
研究では、青山衆司から保険法を学び、村瀬海上保険論と合わせ、日本の海上保険学の基礎を築いた。門下に木村栄一（一橋大学名誉教授、元日本保険学会理事長）など。